# إيرل كولي
إيرل كولي هو محامي وسياسي أمريكي، ولد في 27 مارس 1880 في ريتشموند في الولايات المتحدة، وتوفي في 6 مايو 1940 في مقاطعة آدامز في الولايات المتحدة. نشط حزبياً في الحزب الجمهوري. وقد انتخب نائب حاكم كولورادو ‏.